# Yajiang

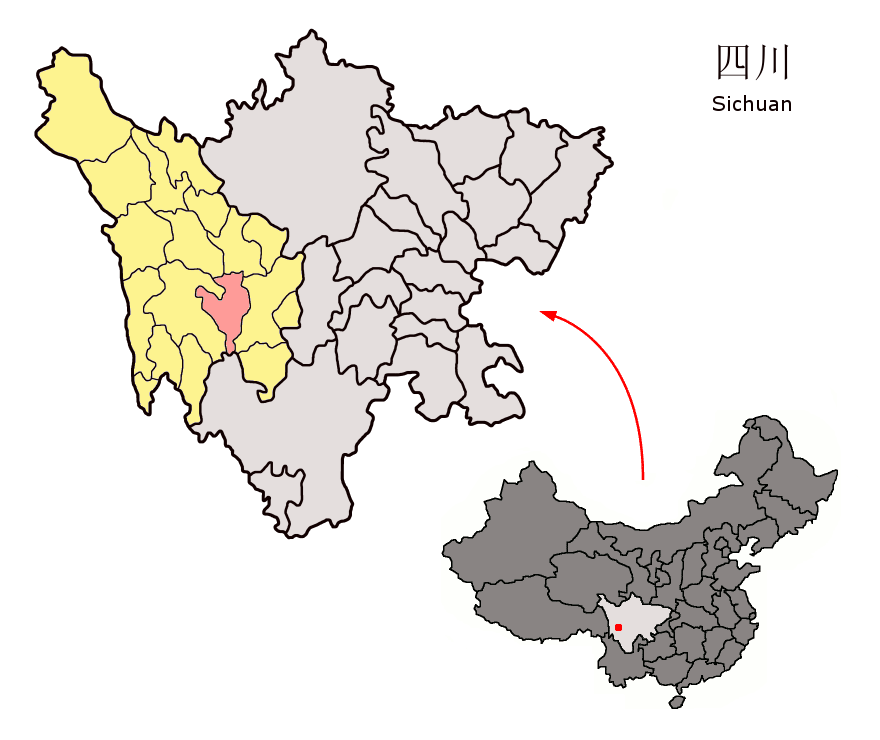
Lage des Kreises Yajiang innerhalb von Sichuan.

Der Kreis Yajiang (auch Nyagchukha, Nyagquka, Nyagla; tibetisch: ཉག་ཆུ་ཁ།, Umschrift nach Wylie: nyag chu kha; chinesisch 雅江县, Pinyin Yǎjiāng Xiàn) ist ein Kreis, der zum Verwaltungsgebiet des Autonomen Bezirks Garzê der Tibeter im Nordwesten der chinesischen Provinz Sichuan gehört. Die Fläche beträgt 7.440 Quadratkilometer und die Einwohnerzahl 51.162 (Stand: Zensus 2020). Sein Hauptort ist die Großgemeinde Hekou (Hékǒu 河口镇).

## Administrative Gliederung
Auf Gemeindeebene setzt sich der Kreis aus vier Großgemeinde und dreizehn Gemeinden zusammen. Diese sind (Pinyin/chin.):
- Großgemeinde Hekou 河口镇
- Großgemeinde Xiala 呷拉镇
- Großgemeinde Honglong 红龙镇
- Großgemeinde Xi’eluo 西俄洛镇

- Gemeinde Bajiaolou 八角楼乡
- Gemeinde Pubarong 普巴绒乡
- Gemeinde Zhusang 祝桑乡
- Gemeinde Milong 米龙乡
- Gemeinde Bayirong 八衣绒乡
- Gemeinde Bosihe 波斯河乡
- Gemeinde Egu 恶古乡
- Gemeinde Yayihe 牙衣河乡
- Gemeinde Malangcuo 麻郎错乡
- Gemeinde Decha 德差乡
- Gemeinde Kela 柯拉乡
- Zhamai-Gebiet 扎麦区 (Gemeinde Waduo 瓦多乡, Gemeinde Murong 木绒乡)

## Ethnische Gliederung der Bevölkerung (2000)
Beim Zensus im Jahr 2000 hatte Yajiang 39.701 Einwohner.
| Name des Volkes | Einwohner | Anteil  |
| --------------- | --------- | ------- |
| Tibeter         | 37.877    | 95,41 % |
| Han             | 1.747     | 4,4 %   |
| Uiguren         | 22        | 0,06 %  |
| Hui             | 19        | 0,05 %  |
| Yi              | 12        | 0,03 %  |
| Mongolen        | 6         | 0,02 %  |
| Bai             | 6         | 0,02 %  |
| Qiang           | 4         | 0,01 %  |
| Sonstige        | 8         | 0,02 %  |